# Haplidia pamphyliensis
Haplidia pamphyliensis är en skalbaggsart som beskrevs av Baraud 1988. Haplidia pamphyliensis ingår i släktet Haplidia och familjen Melolonthidae. Inga underarter finns listade i Catalogue of Life.